# 77 Pułk Pograniczny NKWD
77 Pułk Pograniczny NKWD – jeden z pułków wojsk pogranicznych NKWD z okresu II wojny światowej.
Wchodził w skład 10 Dywizji NKWD, operującej na części dawnych Kresów Wschodnich II RP, które w II połowie 1939 stały się tzw. Zachodnią Ukrainą.
Pociągiem pancernym (BEPO, Broniepojezd) 77 Pułku NKWD był zdobyczny dawny polski pociąg pancerny nr 51 „Pierwszy Marszałek”.